# Мексико на Светском првенству у атлетици у дворани 2018.
Мексико је учествовао на 17. Светском првенству у атлетици у дворани 2018. одржаном у Бирмингему од 1. до 4. марта петнаести пут. Репрезентацију Мексика представљала је 1 атлетичарка, која се такмичила у скоку удаљ.,
На овом првенству такмичарка Мексика није освојила ниједну медаљу нити је оборила неки рекорд.

## Учесници
Жене:
- Jessamyn Sauceda — Скок удаљ

## Резултати

### Жене
| Атлетичарка      | Дисциплина | Лични рекорд | Финале   | Финале  | Детаљи |
| Атлетичарка      | Дисциплина | Лични рекорд | Резултат | Место   | Детаљи |
| ---------------- | ---------- | ------------ | -------- | ------- | ------ |
| Jessamyn Sauceda | Скок удаљ  | 6,74 о       | 5,99 ЛРС | 13 / 13 |        |